# Adnyamathanha
Le peuple Adnyamathanha est un peuple indigène de la chaîne de Flinders dans l’État d’Australie-Méridionale. On donne souvent le nom d’Adnyamathanha à la langue de ce peuple, quoiqu’ils aient tendance eux-mêmes à l’appeler « yura ngarwala ».

## Langue
L’adnyamathanha fait partie de la famille des langues Thura-Yura et il en est la seule qui possède des locuteurs natifs capables de le parler couramment.

## Écologie
Dans le nord de la terre tribale des Adnyamathanha on trouvait les Diyari, avec les Kokatha à l’ouest.  On trouvait les Barngarla, les Nukunu et les Ngadjuri dans le sud et les Malyangapa dans l’est.
Le peuple Adnyamathanha est composé des Kuyani, des Wailpi, des Yadliaura (Yadliyawara), des Pirlatapa et d’autres, étant des groupes traditionnels du nord de la chaîne de Flinders et des quelques régions autour de Lac Torrens. Le mot Adnyamathanha signifie « le peuple des rochers ». Ils possèdent une identité commune dérivée de leurs ancêtres ; ce lien est leur langue et leur culture, connues comme « Yura Muda ». Les origines des Adnyamathanha se racontent dans des histoires qui se lèguent aux générations successives.
Le peuple Adnyamathanha se désigne souvent comme « yura », tout en désignant les gens non indigènes comme « udnyu ».

## Histoire des contacts
En 1851, les premiers européens se sont installés sur la terre du peuple Adnyamathanha, ce qui a déclenché des conflits. Les Aborigènes volent les moutons en faisant de la résistance, ce qui mène aux meurtres par représailles. Bientôt les colons emploient des Aborigènes comme bergers et gouvernantes.

## Titre indigène
Le 30 mars 2009, la Cour fédérale d’Australie reconnait au peuple Adnyamathanha le droit, selon un titre indigène, à environ 41 000 km en direction de l’est du bord de Lac Torrens, en traversant le nord de la chaîne de Flinders et en s’approchant de la frontière entre l’État d’Australie-Méridionale et la Nouvelle-Galles du Sud.
En 2016, le Parc national de la chaîne de Flinders était renommé le Parc national de la chaîne d’Ikara-Flinders en reconnaissance des Adnyamathanha, puisque « ikara » signifie « point de rendez-vous » en Adnyamathanha.